# Pijnacker Zuid (wijk)
Pijnacker Zuid is een Vinex-locatie in het zuiden van de Nederlandse gemeente Pijnacker-Nootdorp. In het gebied komen circa 4000 woningen.
Onderdeel van de ontwikkeling van het gebied is de metrohalte Pijnacker Zuid aan de RandstadRail-metrolijn E, de voormalige Hofpleinlijn.
Dit spoortraject snijdt het gebied Pijnacker Zuid in twee delen: Keijzershof ten westen en Tolhek ten oosten van de lijn.